# Милетина црква
Милетина црква налази се недалеко од села Жлне, на локалитету жлнског атара, недалеко од ушћа Жлнске реке у Сврљшки Тимок.

## Историја
Ранохришћанска црква на брду Сува, подигнута је на развалинама старије цркве 1874., али је после тога била порушена, па су верници 1988.године подигли надстрешницу. Име је добила по Милити Живадиновићу. 

## Предање
Према предању, ово црквиште је ископао за време Турака неки Милета, житељ села Жлна, који је био неписмени сељак, али и веома религиозан „црквар“ и пророк. Рођен је 1823, а према запису непознатог аутора, умро је 1878. године.Познато је по Милетиним прорачанствима.
По предању црква је била на брду Главичица, коју су Турци оскрнавики. Милета је уснио сан да цркву треба откопати на садашњој лакацији, јер је она ту на необјашњив начин начин  прешла Тимок, окупавши се, што је и учинио. Црква је посвећена светом Лазару, где се тога дана и дан данас народ окупља.